# Mandubí
Mandubí è un comune dell'Uruguay, situato nel Dipartimento di Rivera.